# Anisorus quercus
Anisorus quercus är en skalbaggsart som först beskrevs av Götz 1783.  Anisorus quercus ingår i släktet Anisorus och familjen långhorningar.
Artens utbredningsområde är:
- Luxemburg.
- Frankrike.
- Ukraina.

Inga underarter finns listade i Catalogue of Life.